# Magnoac
Le  Magnoac  est une région gasconne du plateau de Lannemezan, dans le département des Hautes-Pyrénées en Occitanie, centrée sur Castelnau-Magnoac et Monléon-Magnoac, à l’extrémité nord-est des Hautes-Pyrénées, limitrophe avec le  Gers et la Haute-Garonne.

## Géographie

### Situation
Définies comme région naturelle ou encore pays traditionnel
le Magnoac est situé au nord de Lannemezan et à l’ouest de Boulogne-sur-Gesse.
Elle est bordée par l'Astarac, l'Arrensou,  l'Arroustang à l'ouest et au nord, le Comminges à l'est et le Pays d'Aure au sud le Nébouzan au sud-ouest.

### Topographie
Le Magnoac est sur un plateau de 400 m d'altitude.

### Hydrographie
La région est coincée entre les ruisseaux de la Baïsole à l'ouest, la Gimone à l'est et la Gèze en son centre, tous coulants vers le sud.

### Climat
Le climat est tempéré de type océanique, en raison de l'influence proche de l'océan Atlantique situé à peu près 150 km plus à l'ouest. La proximité des Pyrénées fait que la commune profite d'un effet de foehn, il peut aussi y neiger en hiver, même si cela reste inhabituel.

### Communes

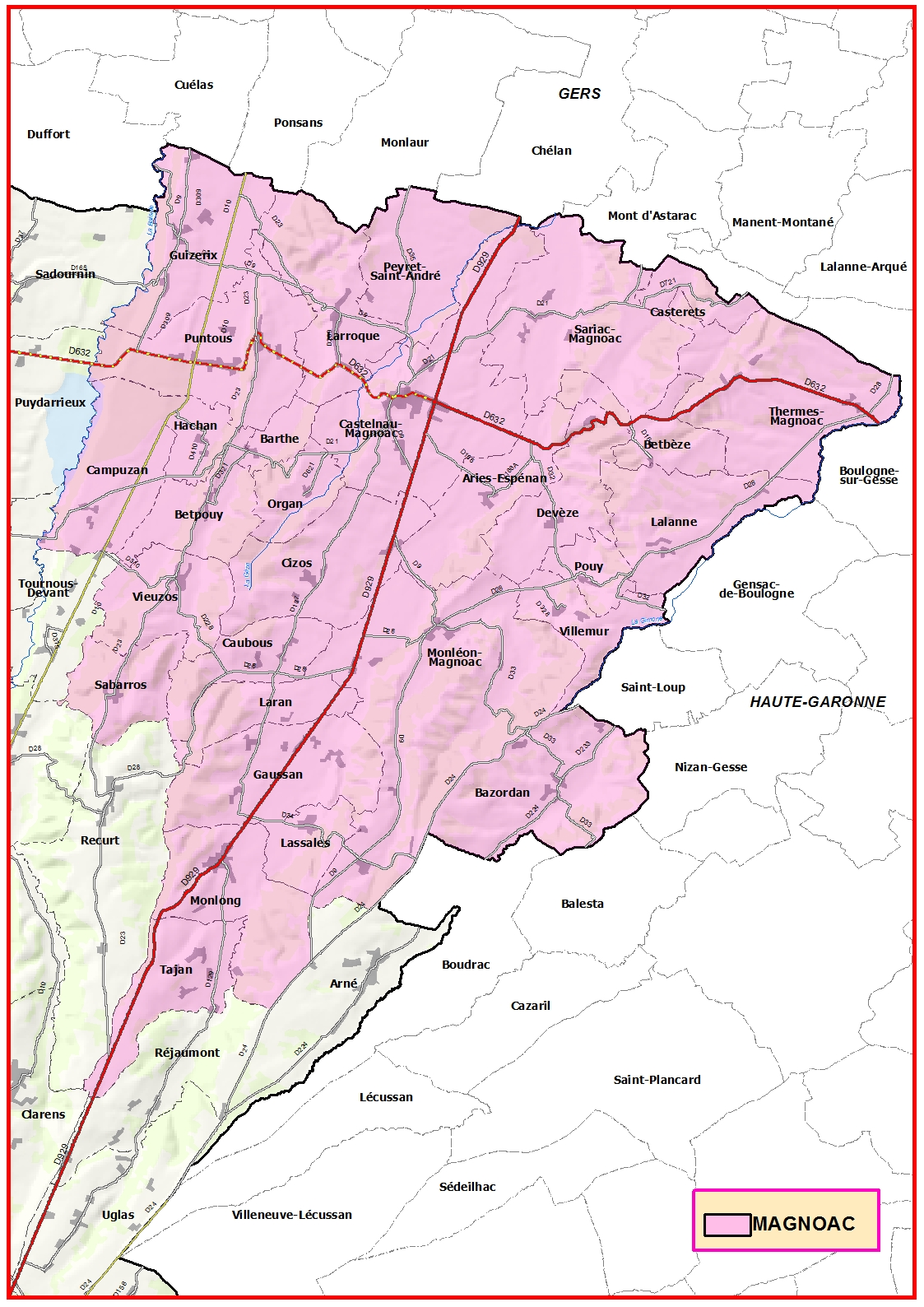
Magnoac.

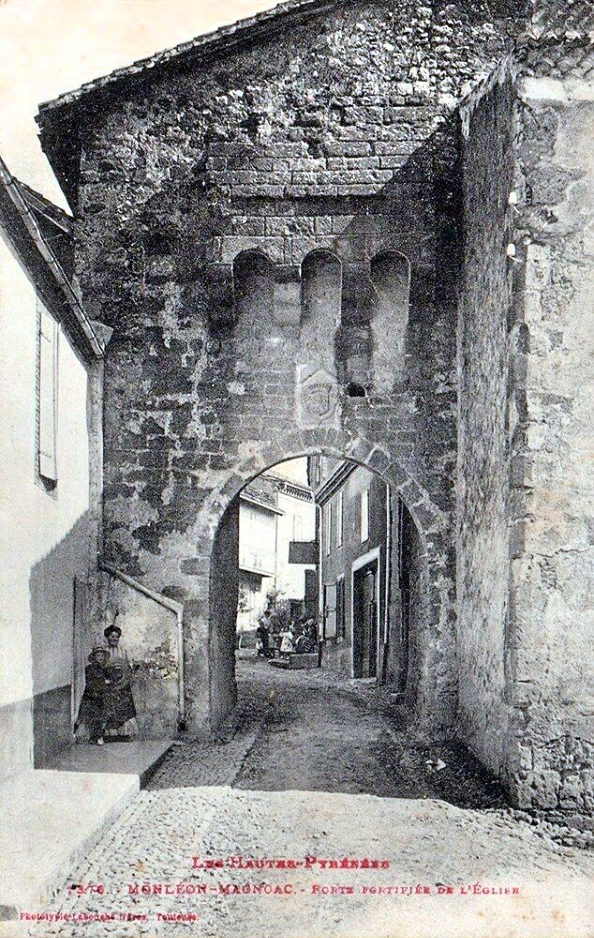
Monléon-Magnoac. Carte postale de la Porte fortifiée.

Liste des 30 communes du Magnoac.
| Commune            | Population (2018) | Superficie (km²) | Altitude (mini) | Altitude (maxi) | Illustration |
| ------------------ | ----------------- | ---------------- | --------------- | --------------- | ------------ |
| Aries-Espénan      | 86                | 5.5              | 262             | 405             |              |
| Barthe             | 26                | 1.35             | 286             | 385             |              |
| Bazordan           | 109               | 9.22             | 350             | 494             |              |
| Betbèze            | 46                | 3.45             | 270             | 428             |              |
| Betpouy            | 74                | 4.15             | 287             | 456             |              |
| Campuzan           | 144               | 6.62             | 249             | 333             |              |
| Castelnau-Magnoac  | 765               | 12.56            | 249             | 385             |              |
| Casterets          | 17                | 1.86             | 290             | 376             |              |
| Caubous            | 30                | 3.77             | 340             | 466             |              |
| Cizos              | 136               | 7.61             | 301             | 462             |              |
| Devèze             | 50                | 5.05             | 277             | 422             |              |
| Gaussan            | 94                | 7.72             | 329             | 489             |              |
| Guizerix           | 116               | 7.2              | 217             | 307             |              |
| Hachan             | 46                | 1.86             | 274             | 350             |              |
| Lalanne            | 100               | 6.56             | 292             | 416             |              |
| Laran              | 46                | 3.44             | 324             | 486             |              |
| Larroque           | 98                | 6.89             | 250             | 392             |              |
| Lassales           | 37                | 2.52             | 358             | 508             |              |
| Monléon-Magnoac    | 408               | 19.66            | 295             | 507             |              |
| Monlong            | 109               | 7.21             | 372             | 529             |              |
| Organ              | 29                | 2.73             | 310             | 440             |              |
| Peyret-Saint-André | 63                | 6.25             | 253             | 392             |              |
| Pouy               | 40                | 1.92             | 294             | 411             |              |
| Puntous            | 158               | 8.85             | 241             | 345             |              |
| Sabarros           | 33                | 3.67             | 312             | 483             |              |
| Sariac-Magnoac     | 159               | 10.93            | 243             | 240             |              |
| Tajan              | 136               | 4.93             | 393             | 564             |              |
| Thermes-Magnoac    | 230               | 10.83            | 266             | 416             |              |
| Vieuzos            | 49                | 4.93             | 293             | 465             |              |
| Villemur           | 65                | 3.71             | 305             | 476             |              |

## Histoire
Le Magnoac comprenait deux sièges royaux : l'un à Castelnau-Magnoac, l'autre à Monléon.
Les localités dépendantes du siège de Castelnau-Magnoac étaient, outre Castelnau-Magnoac : Auban et Coudemajou, Barthes, Campuzan, Hachan, Savriac-Derrière, Villemur et Vieuzos.
Les localités dépendantes du siège de Monléon étaient, outre Monléon : Ariès et Espenan, Castérets, Cizos et Houlon, Devèze, Garaison, Gaussan, La Commanderie ou Sariac-Devant, Lalanne, Laran, Legoua, Lepouy, Madiran, Sabarros et Termes (auj. Thermes-Magnoac).

## Culture locale et patrimoine

### Personnalités liées à la commune
- Arnaud d'Ossat (1537-1604), berger dans la région de Castelnau-Magnoac.
- Louis Lartet (1840 - 1899), préhistoriens français, né à Castelnau-Magnoac. Il a notamment découvert le squelette de l'homme de Cro-Magnon.
- Maxime Dastugue (1851-1909) : peintre de genre, portraitiste, orientaliste, originaire de Castelnau-Magnoac.
- Jean Melchior Dabadie de Bernet.
- Jean-Joseph Melchior Dabadie de Bernet.
- Famille de La Marque-Marca, ancienne famille noble de Bigorre, installée depuis le XIVe siècle à Castelnau-Magnoac, au château de La Marque.
- Jacques-Bernard Dupont, né à Castelnau-Magnoac, inspecteur des finances, ancien directeur général de l'ORTF.
- Pierre Saint-Paul, peintre, natif de Castelnau-Magnoac.
- Antoine Dupont, joueur de rugby au Stade Toulousain.
- Charles Noguès, général français, natif de Monléon-Magnoac.
- Raymond d'Espouy (1892-1955), pyrénéiste, natif de Monléon-Magnoac.

## Galerie d'images

Sélection de vues des églises.
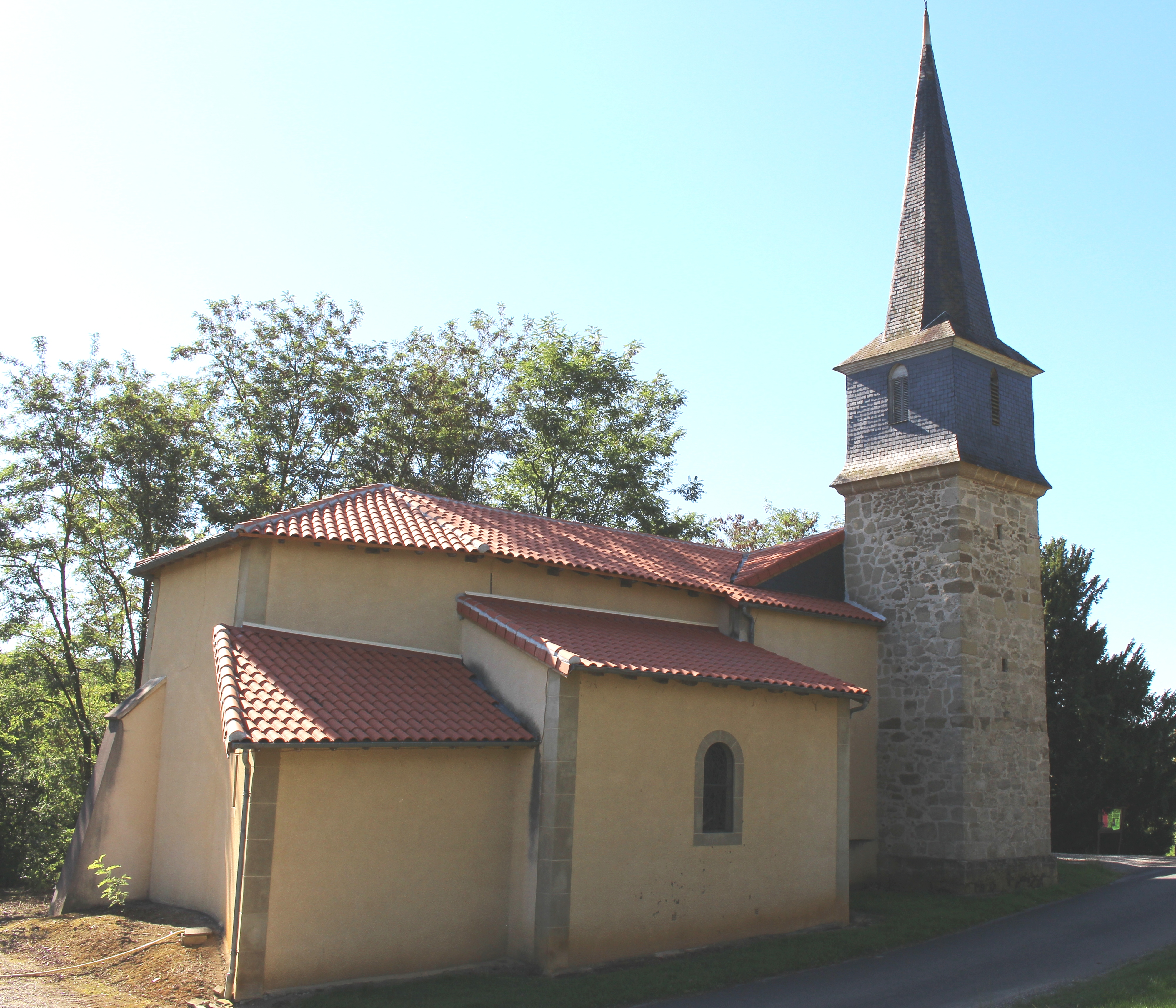
L'église de Betpouy.
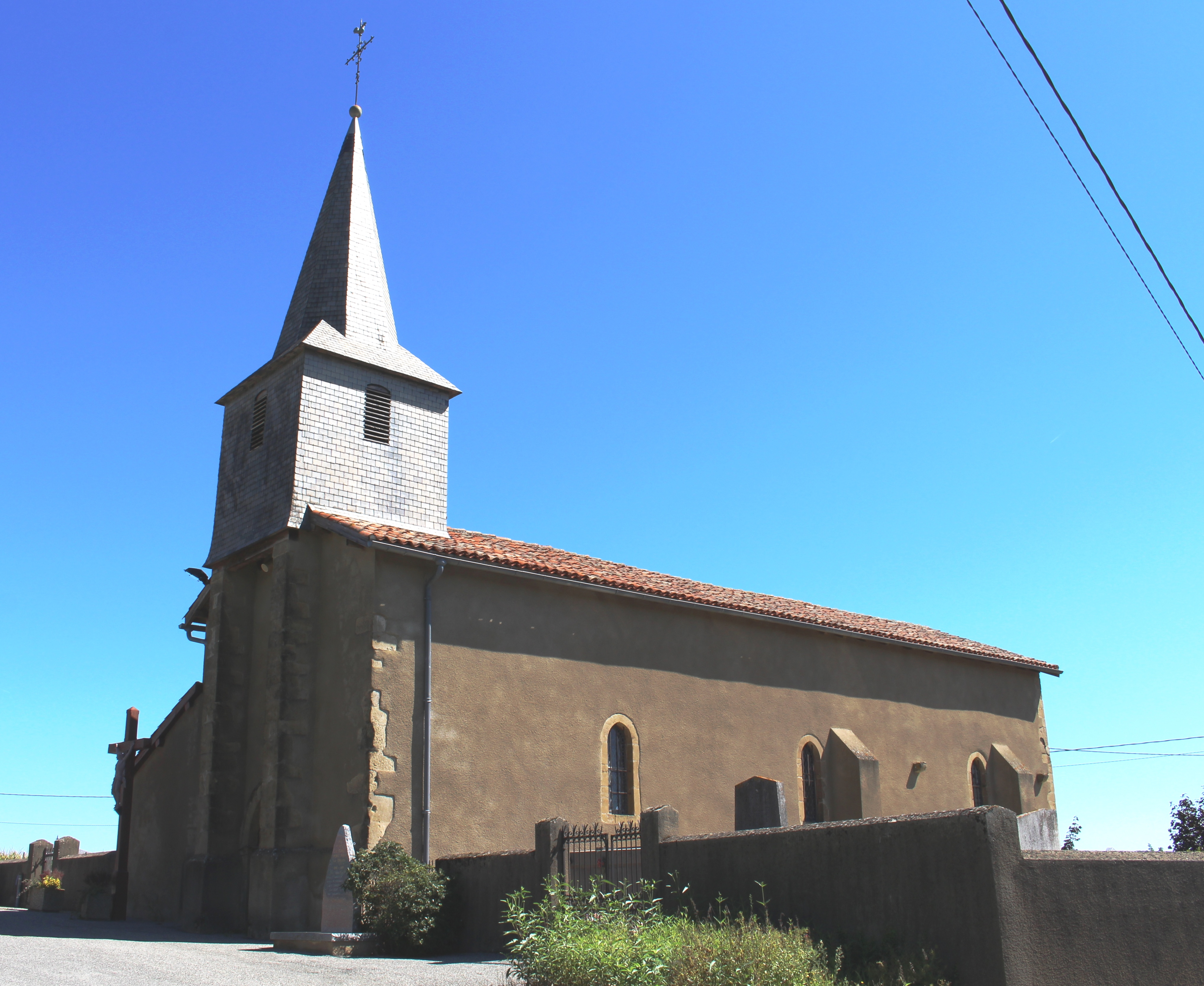
L'église de Cizos.
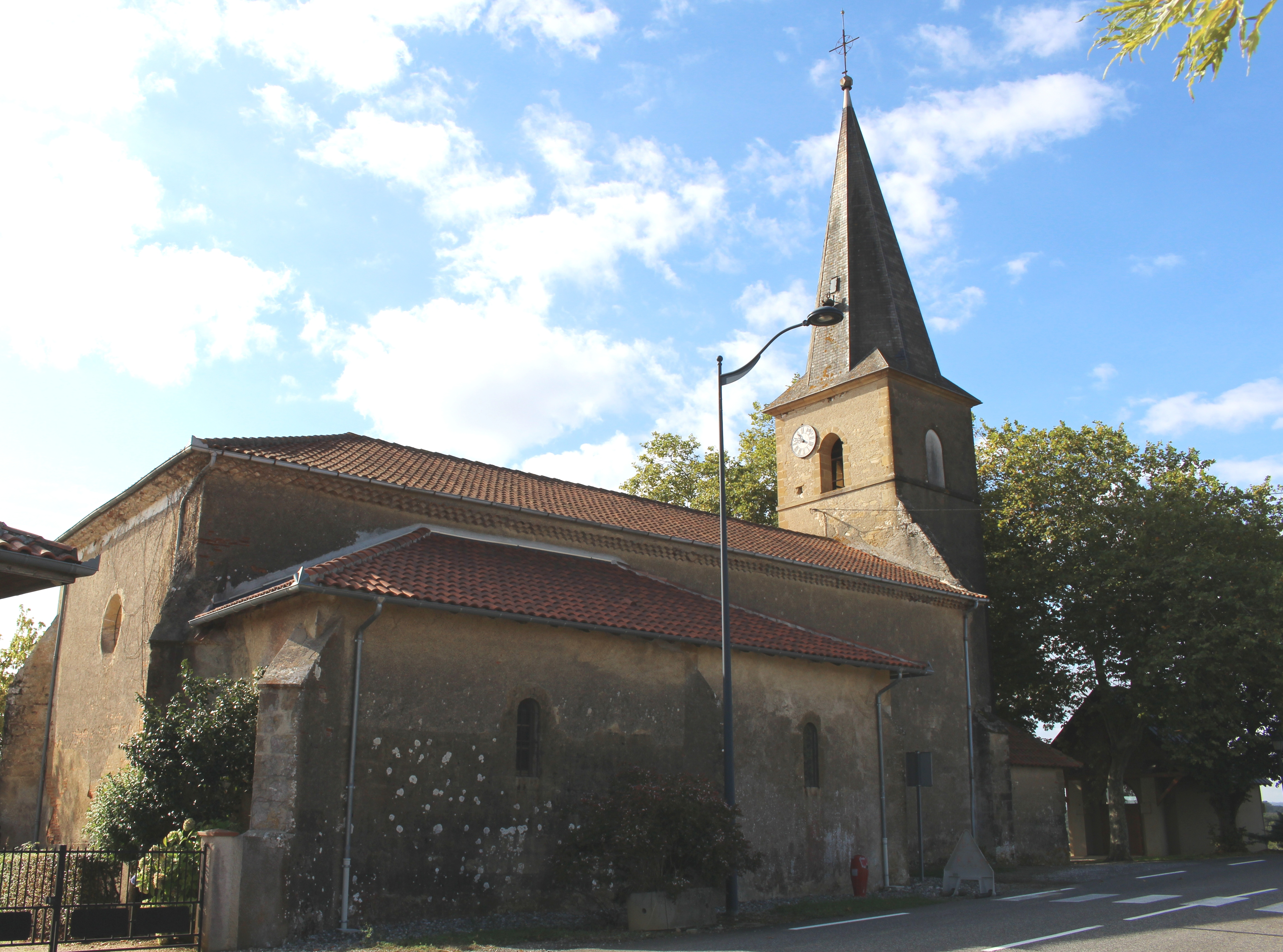
L'église de Thermes-Magnoac .
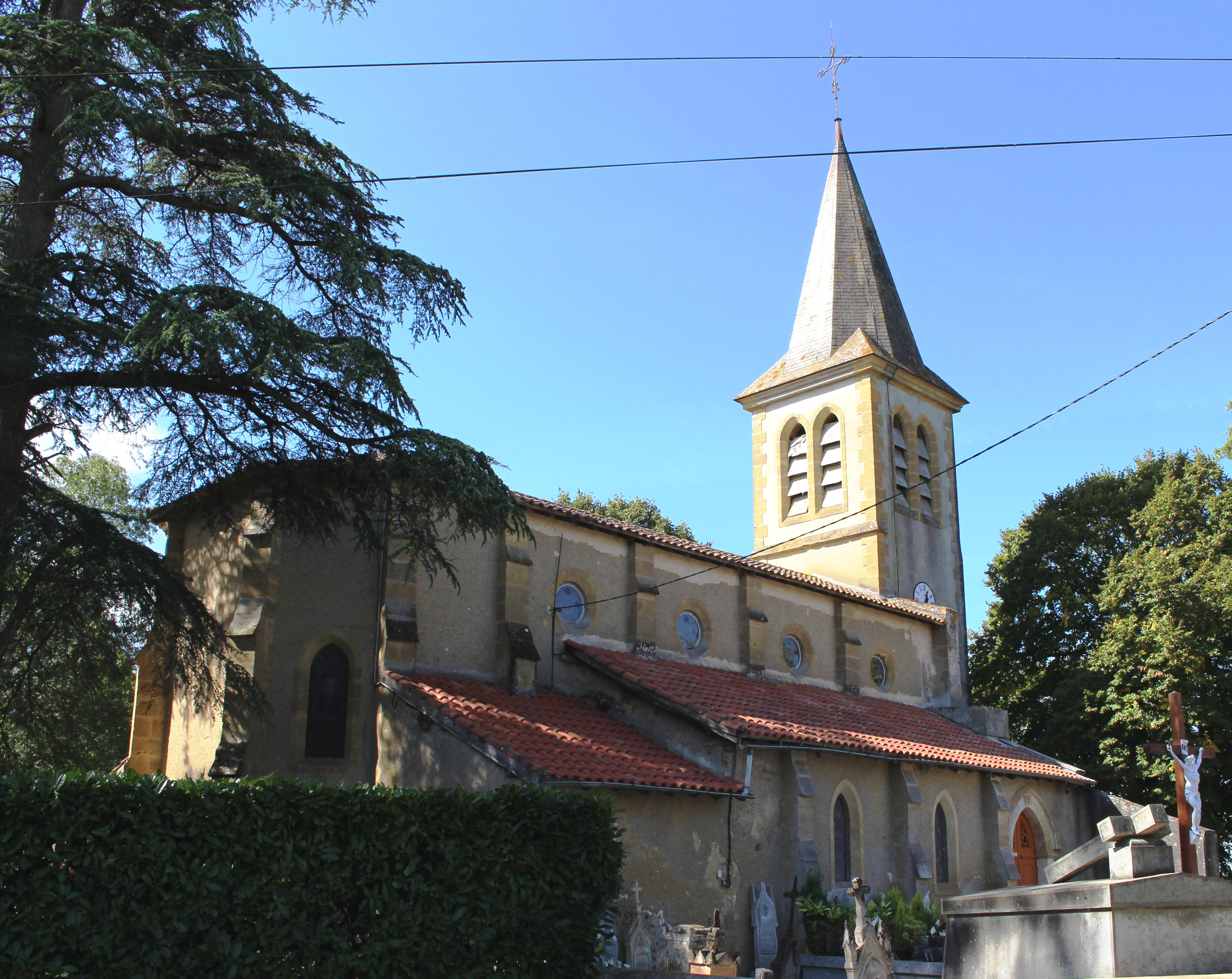
L'église de Betbèze.
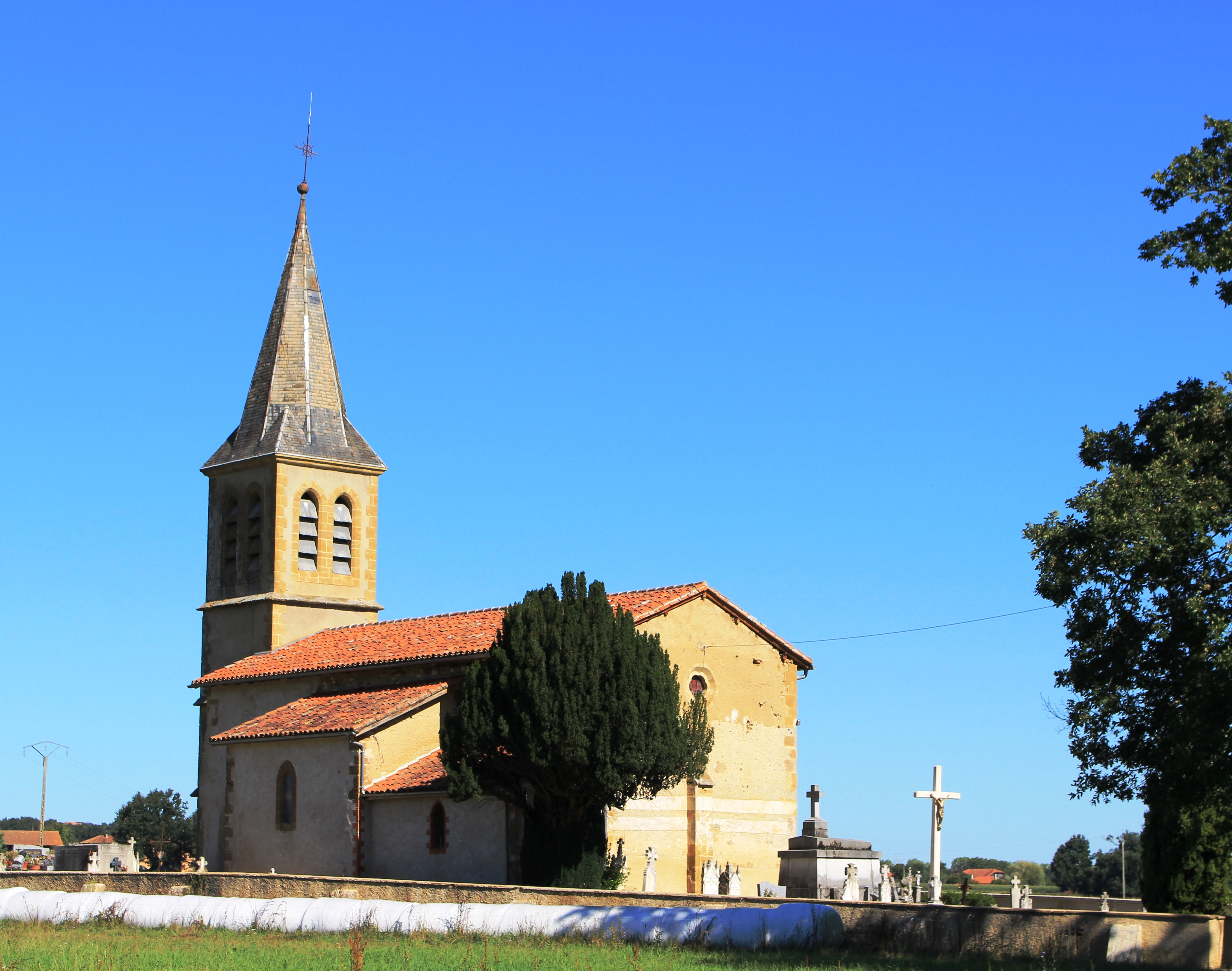
L'église d'Aries-Espénan.